# Eric Maynor
Pour les articles homonymes, voir Maynor.
Eric Demarqua Maynor (né le 11 juin 1987 à Raeford en Caroline du Nord) est un joueur puis entraîneur américain de basket-ball jouant au poste de meneur.

## Carrière
Eric Maynor joue dans l'équipe des Rams de l'université Virginia Commonwealth. Lors de l'été 2007, il est sélectionné dans l'équipe nationale américaine pour participer aux Jeux panaméricains de 2007. Lors de sa saison senior en 2008-2009, il réalise des moyennes de 22,4 points, 6,2 passes décisives, 3,6 rebonds et 1,7 interception par match. Il termine meilleur marqueur et passeur de l'histoire de l'université et aux lancers francs.
Eric Maynor est sélectionné au 20e rang par le Jazz de l'Utah lors de la draft 2009. Il signe un contrat de deux ans avec le Jazz le 1er juillet 2009.
Cependant, le 22 décembre 2009, il est transféré au Oklahoma City Thunder avec Matt Harpring contre les droits de Peter Fehse.
Le 7 janvier 2012, lors de la victoire des siens contre les Rockets de Houston, Maynor se tord le genou droit lors des dernières minutes. Après avoir réalisé des examens, il est contraint de se faire opérer à la suite d'une rupture des ligaments croisés du genou.
Non conservé par les Trail Blazers de Portland, il signe aux Wizards de Washington.
Le 20 février, il est transféré aux 76ers de Philadelphie lors d'un échange avec les Nuggets et les Wizards. Le 17 mars 2014, il est coupé par les 76ers afin de permettre la signature de James Nunnally.
Le 14 janvier 2015, il rejoint le championnat italien et le club de Pallacanestro Varèse jusqu'à la fin de la saison 2014-2015.
Le 23 juillet 2015, il signe un contrat d'un an en Russie avec le club de Nijni Novgorod.
Le 27 juillet 2016, il retourne en Italie dans son ancien club de Varèse pour la saison 2016-2017.
Le 20 novembre 2017, il reste en Italie et rejoint le club de l'Orlandina Basket pour le reste de la saison 2017-2018. Le 22 mars 2018, le club italien se sépare d'Eric Maynor.

## Clubs successifs
- 2009 :  Jazz de l'Utah
- 2009-2013 :  Thunder d'Oklahoma City
- 2013 :  Trail Blazers de Portland
- 2013-2014 :  Wizards de Washington
- 2014 :  76ers de Philadelphie
- 2015 :  Pallacanestro Varèse
- 2015-2016 :  BK Nijni Novgorod
- 2016-2017 :  Pallacanestro Varèse
- 2017-2018 :  Orlandina Basket

## Palmarès
En franchise
- Finales NBA en 2012 contre le Heat de Miami avec le Thunder d'Oklahoma City.
- Champion de la Conférence Ouest en 2012 avec le Thunder d'Oklahoma City.
- Champion de la Division Nord-Ouest en 2012 et 2013 avec le Thunder d'Oklahoma City.

## Carrière d'entraîneur
En septembre 2019, Eric Maynor est nommé entraîneur adjoint pour l'équipe de G-League du Blue d'Oklahoma City.